# Нада Димитријевић-Нешковић
Нада Димитријевић—Нешковић (Сарајево, 14. август 1907 — Београд, 6. април 1941) била је лекарка и учесница Шпанског грађанског рата.

## Биографија
Рођена је 14. августа 1907. године у Сарајеву. Учествовала је у раду револуционарне студентске омладине. Члан Комунистичке партије Југославије постала је 1936. године.
Као добровољац, од 1937. године учествовала је у Шпанском грађанском рату, на страни Републиканске армије. Била је лекар у санитетској служби Интернационалних бригада, прво у болници у Албасету, а од априла 1938. године у болници Вич, у Каталонији.
После слома Шпанске републиканске армије, 1939. године, прешла је са осталим борцима Интернационалних бригада у Француску, где је до 1940. године била заточена у концентрационом логору. Године 1940. је пуштена и вратила се у Краљевину Југославију.
По повратку у земљу наставила је учешће у револуционарном покрету. Погинула је 6. априла 1941. године приликом немачког бомбардовања Београда.
Била је прва супруга лекара и револуционара Благоја Нешковића.